# الکسا ووکانویچ
الکسا ووکانویچ (سیریلیک صربی: Алекса Вукановић؛ زادهٔ ۱۸ ژوئن ۱۹۹۲) بازیکن فوتبال اهل صربستان است که در پست مهاجم بازی می‌کند.
از باشگاه‌هایی که در آن بازی کرده‌است می‌توان به باشگاه فوتبال ستاره سرخ بلگراد و ام صلال اشاره کرد.
ووکانویچ سابقه دوبار قهرمانی در سوپر لیگ فوتبال صربستان را در کارنامه دارد.